# 와타나베 마모루
와타나베 마모루(Mamoru Watanabe, 1931년 3월 19일 ~ 2013년 12월 24일)는 일본의 영화 감독, 배우, 각본가, 영화 프로듀서이다.
도쿄도에서 태어났다.

## 영화
- 핑크 리본 (2004년) - 본인 역
- 도쿄 욕망 (2004년)
- 뜨겁게 젖은 사케의 비밀 (1996년) - 유메도노 역
- 구렌바나 (1993년)
- 연속살인귀 냉혈 (1984년)
- 롯폰기 스캔들 (1979년)
- 시크릿 핫 스프링 리소트 (1970년)